# Certej, Ujhorod
Certej (în ucraineană Чертеж) este un sat în comuna Hudlovo din raionul Ujhorod, regiunea Transcarpatia, Ucraina.

## Demografie
Componența lingvistică a localității Certej
     Ucraineană (99,03%)
     Alte limbi (0,97%)
Conform recensământului din 2001, majoritatea populației localității Certej era vorbitoare de ucraineană (99,03%), existând în minoritate și vorbitori de alte limbi.